# Mateus Uribe
Andrés Mateus Uribe Villa (* 21. März 1991 in Medellín) ist ein kolumbianischer Fußballspieler, der seit Sommer 2023 in Katar bei al-Sadd Sports Club unter Vertrag steht. Der Mittelfeldspieler ist seit Januar 2017 kolumbianischer Nationalspieler.

## Karriere

### Verein
Im Jahr 2010 startete Matheus Uribe seine professionelle Karriere beim argentinischen Verein Deportivo Español, für welche er viermal zum Einsatz kam. Zu Jahresbeginn 2012 kehrte in seine Heimat Kolumbien zum Erstligisten Envigado FC zurück. Sein Ligadebüt bestritt er am 28. Januar 2012 im Spiel gegen Cúcuta Deportivo. Bereits einen Monat später traf er zum ersten Mal für seinen neuen Verein beim 1:1-Unentschieden gegen Atlético Nacional. Am 2. Februar 2014 erzielte er seinen ersten Doppelpack beim 4:2-Auswärtssieg über Deportes Tolima. Den ersten Treffer erzielte er in der 86. Spielminute, als er einen Foulelfmeter verwandelte. Fünf Minuten später markierte er erneut per Strafstoß seinen zweiten Treffer des Abends.
Im Januar 2015 wechselte Uribe in einem Leihgeschäft zum Ligakonkurrenten Deportes Tolima. Im Trikot Tolimas konnte er in 1½ Jahren 9 Tore erzielen.
Nach Ende der Leihe wechselte er im Sommer 2016 zu Atlético Nacional. Sein Debüt gab er am 11. Juli 2016 im Spiel gegen die Jaguares de Córdoba. Seinen ersten Treffer erzielte er am 12. August beim 5:0-Auswärtssieg in der Copa Sudamericana gegen Deportivo Municipal. Seine erste Saison 2016/17 für die Verdolagas war für Uribe und seinen Verein überaus erfolgreich. Mit Atlético errang er national die Apertura 2017 und den Copa Colombia. International feierte man den Gewinn der Copa Libertadores 2016 und der Recopa Sudamericana 2017.
Am 1. August 2017 wurde der Transfer Uribes zum mexikanischen Erstligisten Club América bekanntgegeben. Sein Ligadebüt bestritt er am 16. September 2017 gegen den Club Tijuana.
Nach zwei Jahren beim mexikanischen Spitzenverein, verschlug es den Mittelfeldspieler Anfang August 2019 nach Europa, wo er beim portugiesischen Verein FC Porto einen Vierjahresvertrag unterzeichnete. Der Erstligist bezahlte für seine Dienste eine Ablösesumme in Höhe von neun Millionen Euro.
Im Juli 2023 wechselte er nach Katar zu al-Sadd Sports Club. 2024 gewann er mit dem Team den Emir of Qatar Cup. Das Endspiel am 24. Mai 2024 gegen den Qatar SC wurde mit 1:0 in der Verlängerung gewonnen. Hierbei schoss Uribe in der 118. Minute das Siegtor. Bei al-Sadd stand er bis Mitte Januar 2025 unter Vertrag. Für den Klub bestritt er 15 Ligaspiele.
Mitte Januar 2025 kehrte er nach Kolumbien zu seinem ehemaligen Verein Atlético Nacional zurück.

### Nationalmannschaft
Uribe debütierte für die kolumbianische Nationalmannschaft am 26. Januar 2017 in einem Freundschaftsspiel gegen Brasilien.
Er gehörte zur kolumbianischen Auswahl, die die Nation bei der Fußballweltmeisterschaft 2018 in Russland vertrat. Im Gruppenspiel gegen Polen wurde er bereits in der 32. Minute für den verletzten Abel Aguilar ins Spiel gebracht. Beim 1:0-Sieg gegen den Senegal stand er in der Startformation und wurde in der 83. Minute durch Jefferson Lerma ersetzt. Im Achtelfinale gegen England wurde er in der 79. Minute für Carlos Sánchez ins Spiel gebracht und schoss bei der 3:4-Niederlage im Elfmeterschießen einen Elfmeter an die Latte.
Im Freundschaftsspiel gegen Peru am 9. Juni 2019 erzielte Uribe seine ersten beiden Treffer in der Nationalmannschaft.

## Erfolge

### Verein

#### Atlético National
- Categoría Primera A: Apertura 2017
- Copa Colombia: 2016
- Copa Libertadores: 2016
- Recopa Sudamericana: 2017

#### Club América
- Liga MX: Apertura 2018
- Copa México: Clausura 2019
- Campeón de Campeones: 2019

#### Al-Sadd Sports Club
- Emir of Qatar Cup: 2024